# Patrick Lefevere

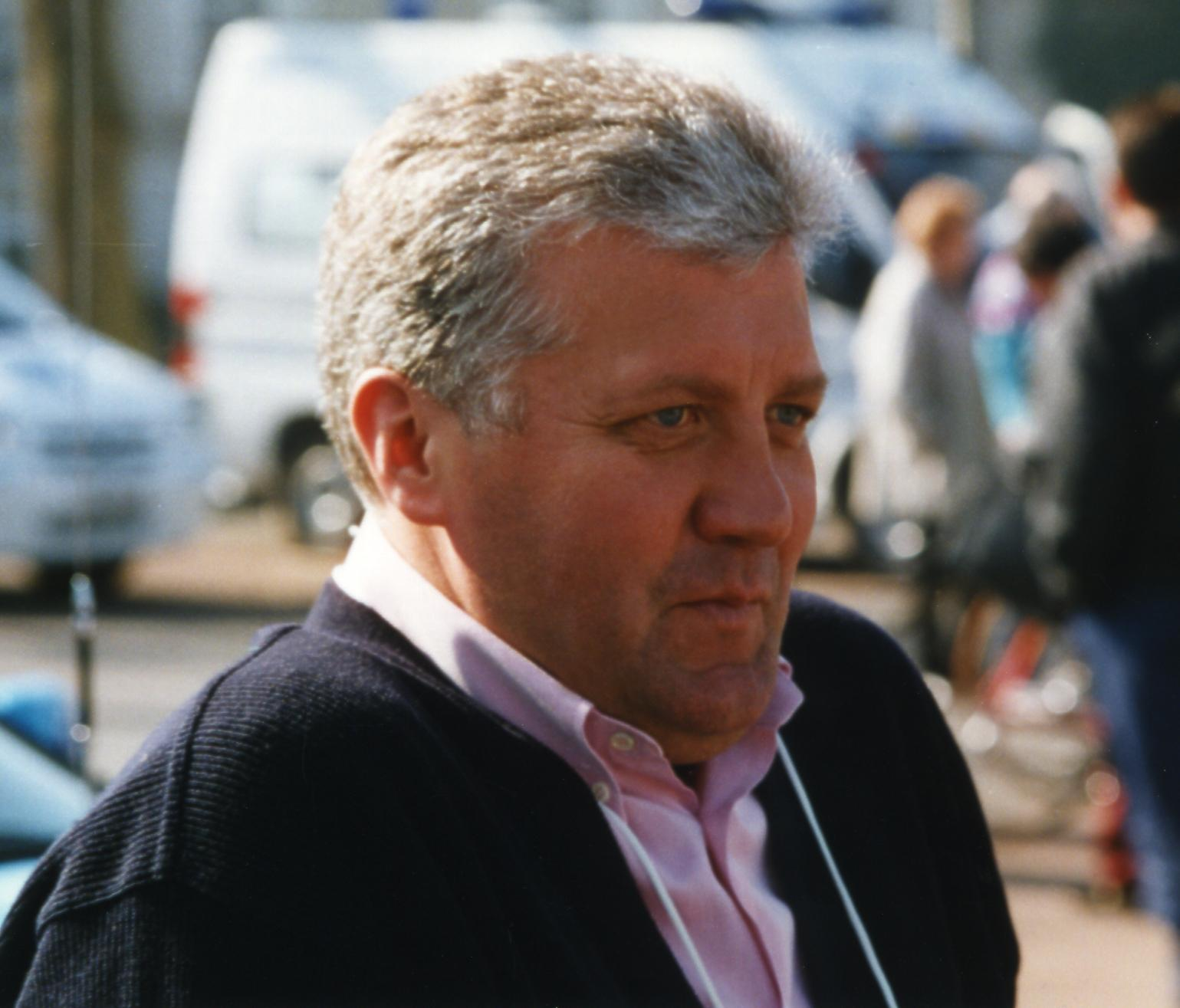
Patrick Lefevere.

Patrick Lefevere (* Moorslede, 6 de enero de 1955). Es un exciclista belga, profesional entre 1976 y 1979, cuyos mayores éxitos deportivos los logró en la Vuelta a España, donde conseguiría una victoria de etapa en la edición de 1978.
Tras su retirada como ciclista profesional pasó a desempeñar el cargo de director deportivo en varios equipos, como el Mapei o el Quick Step (donde continúa en la actualidad). Fue incluso presidente de la Asociación Internacional de Grupos Ciclistas Profesionales.

## Acusaciones y victoria legal
En enero de 2007 el diario belga Het Laatste Nieuws publicó una serie de reportajes en los que acusaba a Lefevere de haber incitado a sus corredores a doparse con sustancias como EPO y cocaína, así como de haber recurrido al dopaje durante su época como ciclista. El diario aseguraba que Lefevere había llegado a ser adicto a las anfetaminas, circunstancia que habría sido el motivo real de su retirada como ciclista. El medio basó sus acusaciones en ocho testimonios: seis personas anónimas del mundo ciclista, un médico italiano que trabajó en el Mapei y el exciclista de la década de 1970 Luc Cappelle.
Lefevere admitió haber recurrido al dopaje cuando era corredor, pero negó que durante su época como director hubiera incitado a sus corredores a recurrir al dopaje o que hubiera traficado con sustancias dopantes. Por este motivo interpuso una demanda contra los autores de dichas informaciones.
El 30 de octubre de 2009 el Tribunal Correccional de Bélgica condenó a los tres periodistas autores de los reportajes a pagar una indemnización de más de 500.000 euros a Lefevere.

## Palmarés
1976
- 1 etapa en la Vuelta a Levante

1978
- 1 etapa en la Vuelta a España
- Kuurne-Bruselas-Kuurne